# Freie Stunden am Fenster

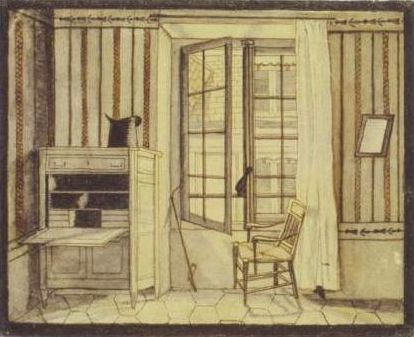
Zimmer von Wilhelm Hauff in Stuttgart, Zeichnung von Wilhelm Hauff, 1825

Freie Stunden am Fenster ist eine Novelle von Wilhelm Hauff, die im April 1826 erstmals in der neugegründeten Zeitschrift „Der Eremit in Deutschland“ erschien. Nach Hauffs Tod wurde die Novelle 1828 in der Sammlung „Phantasien und Skizzen“ veröffentlicht.
Die Novelle erzählt die Geschichte eines verarmten Mannes, der ein kleines Stübchen bezieht und dort Leben und Treiben im Nachbarhaus beobachtet. Der Text ist in einem heiteren, oft ironischen Grundton gehalten und gespickt mit gesellschaftskritischen und literarästhetischen Randbemerkungen.

## Übersicht
Der verarmte Ich-Erzähler zieht sich aus dem gesellschaftlichen Leben zurück und wirft sich auf die Beobachtung des Lebens und Treibens im Nachbarhaus. Die Aufwärterin klärt ihn über die Nachbarn auf, die er selbst nun intensiv beobachtet und über die Gasse hinweg belauscht. Die Liebe zwischen dem Schustergesellen und der Schustermeistertochter ist zum Scheitern verurteilt, weil diese einen reichen Mann heiraten soll. Schließlich unterhält sich der Erzähler mit einem der Nachbarn, einem Schriftsteller, über die Unverständlichkeit der deutschen im Gegensatz zur französischen Literatur.

## Inhalt

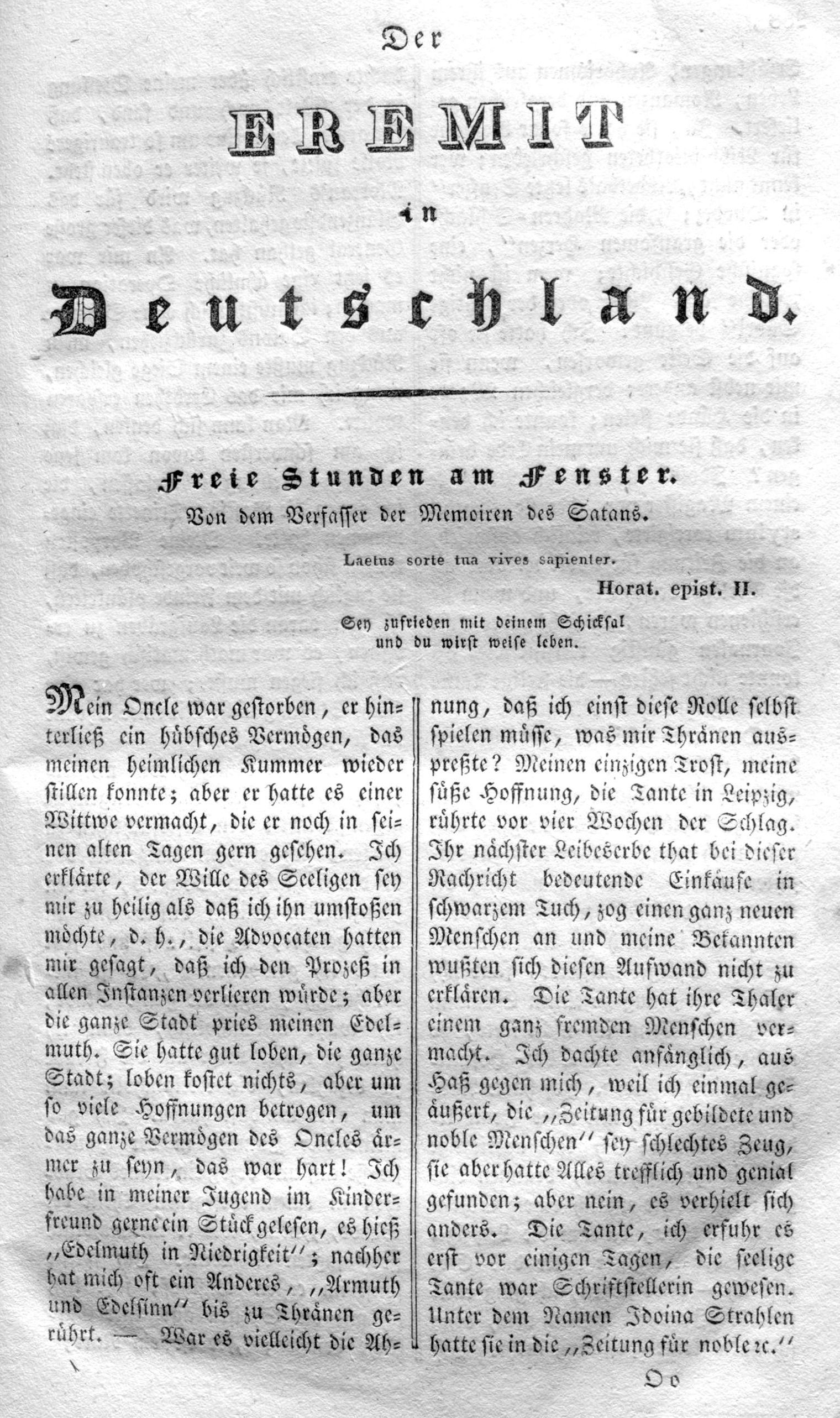
Erstdruck der Novelle in „Der Eremit in Deutschland“, 1826

Das Motto der Novelle ist ein Ausspruch von Horaz: „Laetus sorte tua vives sapienter“ (Sei zufrieden mit deinem Schicksal und du wirst weise leben).
Der Ich-Erzähler muss sich künftig mit einem kleinen Stübchen in einem entlegenen Teil der Stadt begnügen, da sich zwei heiß ersehnte Erbschaften zerschlagen haben. Er zieht sich aus dem Gesellschaftsleben zurück und bemäntelt seine Armut verschämt unter dem Vorwand einer melancholischen Laune. Seine freien Stunden vertreibt er sich, indem er mit dem Opernglas das Leben und Treiben im Nachbarhaus beobachtet und über die Gasse hinweg belauscht. Der Erzähler gesteht: „Ich komme mir oft vor wie der Ritter Toggenburg …, doch soll mich Gott bewahren, daß ich darüber das Bischen Geist aufgebe wie der Toggenburger.“
Im Erdgeschoss des Nachbarhauses wohnt der Hausbesitzer, der „Russenschuster“, der in Kriegszeiten durch Schuhlieferungen an die Russen reich wurde. Er will seine Tochter, die den Schustergesellen liebt, mit einem reichen Mann verheiraten, ein Schicksal, mit dem sich der Geselle nolens volens abfindet. In der Beletage lebt eine vornehm tuende Oberforstmeisterwitwe mit zwei Töchtern und einem ungeratenen Sohn. Den zweiten Stock bewohnen der Schriftsteller Dr. Salbe und der „kleine Leutnant“ Münsterthurm, der sich gern aufbläst, vor allem angesichts der Kusine der Oberforstmeisterin.
Zwischen Dr. Salbe und dem Erzähler entspinnt sich eine Diskussion über die deutsche Literatur und Philosophie. Bewunderungswürdig seien der volkstümliche und  allgemeinverständliche Schreibstil der Franzosen, während die Deutschen sich in Unverständlichkeit und Mystifikation gefielen. Das Volk werde dadurch vor Aufklärung bewahrt und müsse sich mit unschädlicher Unterhaltungsliteratur begnügen.

## Entstehung

### Fensterschau
Im Theater dient der „Blick über die Mauer“, die Mauerschau, zur Darstellung von Ereignissen, die sich jenseits der Bühne abspielen. Neben dem Motiv des Fensterausblicks findet sich in der Prosa der Neuzeit die „Fensterschau“, der gewohnheitsmäßige Blick eines beobachtenden Erzählers aus dem Fenster.
Den äußeren Rahmen zu seiner Novelle verdankte Hauff offenbar einer solchen Fensterschau, E. T. A. Hoffmanns Erzählung Des Vetters Eckfenster von 1822. Während jedoch Hoffmanns Vetter durch Krankheit unfreiwillig ans Zimmer gefesselt ist, wählt Hauffs Ich-Erzähler aus freien Stücken seinen Beobachterposten am Fenster seiner Stube. Hoffmann diktierte seine Fenstergeschichte als gelähmter Mann zwei Monate vor seinem Tod, während Hauff seine beschwingte Plauderei mit jugendlichem Elan zu Papier brachte.
Im ersten Kapitel der Novelle gesteht der Erzähler: „Ich komme mir oft vor wie der Ritter Toggenburg“ und schließt mit der letzten Strophe von Schillers „Ritter Toggenburg“ von 1797, einer Ballade, die eine Art umgekehrter Fensterschau zum Thema hat. Ein hoffnungslos liebender Ritter baut eine Einsiedlerhütte bei dem Kloster, in das seine Geliebte eingetreten ist, und beobachtet sie, wenn sie aus dem Fenster schaut, bis ihn nach vielen Jahren der Tod ereilt.

### Hauffs Zimmer

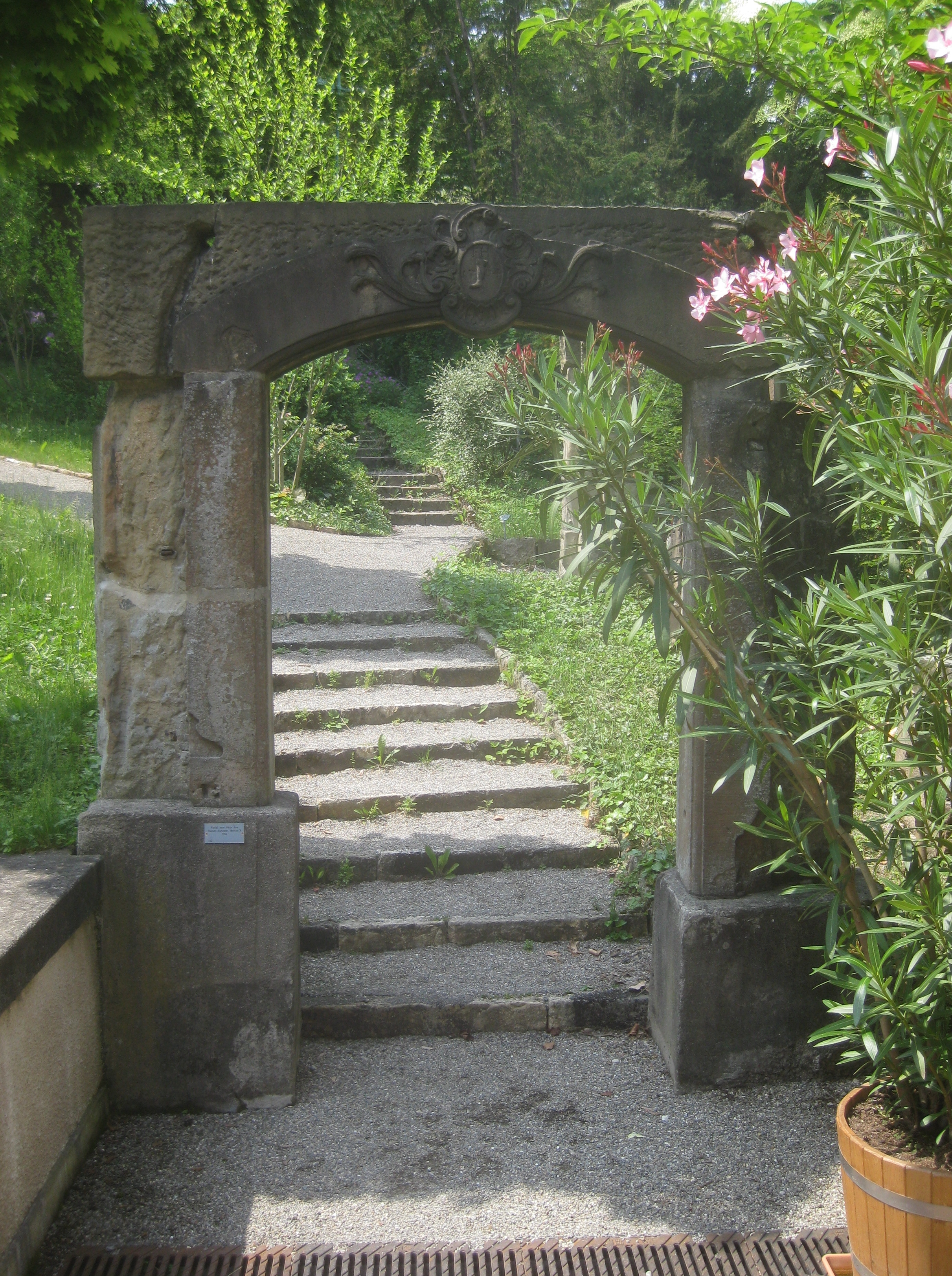
Portal vom Haus des „Russenschusters“

Von Oktober 1824 bis April 1826 war Hauff in Stuttgart bei dem Kriegsratspräsidenten Ernst von Hügel als Hofmeister angestellt. Er wohnte in einem Zimmer (siehe Titelbild) an der Rückseite des alten Kriegsministeriums am Charlottenplatz gegenüber der Restauration zur Kiste. Vom Stubenfenster aus konnte er das Leben und Treiben vor der Gaststätte in der belebten Kanalstraße beobachten.
Hauffs Ich-Erzähler beobachtet vom Fenster seiner Stuttgarter Mietwohnung aus das rege Treiben im Nachbarhaus. Der „Palast“, wie Hauffs Aufwärterin das Haus in der Weinstraße nennt, gehörte dem „Russenschuster“ Rupfer, der als Kriegsgewinnler während der „Russenzeit“ durch einträgliche Schuhlieferungen an die Russen zu Geld gekommen war. Nach einer anderen Quelle soll Hauff nicht das Haus des Russenschusters als Vorbild gedient haben, sondern das Haus des Bäckers Rupfer in der Büchsenstraße.
Im Städtischen Lapidarium Stuttgart kann man von dem 1764 erbauten Haus des Russenschusters noch ein Portal besichtigen, das über dem Stichbogen eine Kartusche mit einem Stiefel, dem Zunftzeichen der Schuhmacher trägt.

## Zitate
- Die Erfindung einer Kaffeemaschine erregte den Unmut der Aufwärterin, die bisher für Dr. Salbe den Kaffee zubereitete:[5]

„Ich habe ihm früher auch den Kaffee gebracht, aber er macht ihn jetzt selbst, der Hungerleider, in der Maschine mit Spiritus. Wenn er sich die Finger recht verbrennte, mit dem Weingeist; was hat er nötig mit der Maschine Kaffee zu machen. Aber freilich, jetzt soll alles mit Maschinen gehen und mit Dampf. Sie gönnen einer armen Frau nicht einen Groschen mehr, den sie ehrlich erworben.“
- Auch zu Hauffs Zeiten war der Kampf um die gute Figur in Mode. Ein Besucher beklagte sich beim Erzähler:[6]

„O Schrecken! ich bin seit einem Vierteljahr um zwei Daumenbreit stärker geworden. Ich war außer mir, ich wütete, ich war nahe daran Hand an mich selbst zu legen. Ich entdeckte mich dem jungen Baron F.; Sie kennen seinen herrlichen Wuchs, er tröstete mich, er gab mir Mittel. … Zuerst mußte ich Rhabarbertinktur nehmen, daß ich beinahe tot war. Dann durfte ich acht Tage lang nichts genießen, als eine Tasse voll Gerstenschleim, einige Austern und ein Glas Madeira. Alle Morgen nach acht Uhr muß ich ein Glas Kräuteressig trinken und darauf Spazierengehen. Es ist heute der fünfte Tag; es ist wahr, es hilft, ich bin schon um einen Daumen eingegangen, aber meine Kräfte schwinden, ich bin so schwach, daß ich heute abend nicht werde tanzen können.“
- Der Erzähler misstraute der „bösen Zunge“ der Aufwärterin, die dem Schustergesellen und der Meisterstochter ein „unchristliches Verhältniß“ andichtete, und sang ein Loblied auf die unschuldige Liebe:[7]

„Es ist etwas Heiliges, Holdes, um die Unbefangenheit der ersten Liebe und sollte sie sich bei einem Schustergesellen und seines Meisters Tochter oder in dem Boudoir einer jungen Fürstin zeigen; es ist der herrliche Schmelz, den die Unschuld aushaucht; keine Kunst ersetzt ihn wieder, wenn du ihn abstreifst. Oder kann der Maler dem Schmetterling die Flügel wieder malen, wenn eine rauhe Hand ihn betastet und den Blütenstaub verwischt hat, womit die Natur seinen bunten Mantel überkleidete? Ist nicht die sanfte Röte auf den Wangen eines schönen Kindes ein solcher Blütenstaub?“

## Ausgaben
- Wilhelm Hauff: Freie Stunden am Fenster. In: Der Eremit in Deutschland : eine Schrift über Sitten und Gebräuche des 19. Jahrhunderts in Monatsheften, Band 1, 1826, S. 287–306.
- Wilhelm Hauff: Freie Stunden am Fenster. In: Phantasien und Skizzen. Franckh, Stuttgart 1828, S. 87–152 (pdf).